# 第28届电视文艺星光奖
第28届中国电视文艺星光奖于2024年9月21日在中国厦门举办，由国家广播电视总局、福建省人民政府主办，中国电视艺术委员会、福建省广播电视局、厦门市人民政府承办，由中央广播电视总台主持人沙晨和北京广播电视台主持人李杰担任主持。